# Mariel, klockmakarens dotter
Mariel, klockmakarens dotter är en fantasyroman från 1991, författad av Brian Jacques. Boken ingår i serien Redwall som handlar om antropomorfiska djur. Boken är indelad i tre delar: Vänskapsband, Den främmande skogen och Ljudet av en klocka. Mariel, klockmakarens dotter är den fjärde boken i serien och publicerades efter boken Mattimeo ur samma bokserie, men förtäljer en fristående berättelse som utspelar sig innan händelserna i Mattimeo. Berättelsen om Mariel fortsätter i Josef, klockmakaren.

## Handling
Musflickan Mariel och hennes far Josef tjänar som slavar åt den nyckfulla skeppsråttan Gabool den vilde i hans fort på ön Terramort; de blev tillfångatagna till sjöss när de var på väg till berget Salamandastron för att överlämna den klocka som Josef tillverkat åt grävlingsfursten Korpsvärd Vidstrimma. Gabool ser den stora klockan som en skatt ämnad åt honom och ställer ut den i sin sal. Av en olyckshändelse råkar Mariel göra narr av Gabool inför de piratbesättningar han regerar över, och som straff kastas hon, med bundna tassar, ut i havet för att dö. Musflickan spolas upp på stranden långt till öster om Terramort, fortfarande vid liv, men utan minne av vem hon är eller varifrån hon kom. Hon knyter en knut på det rep som hon tidigare varit fastbunden med och använder det som vapen mot sjöfåglarna på stranden. Musflickan döper sitt vapen till Måsdängaren och tar själv namnet Storm Måsdängaren, och sedan beger hon sig mot Mossblommeskogen.
Mariel, under namnet Storm, får hjälp att hitta till klostret Redwall av tre harar ur Långa Patrullen: överste Salvia, brigadgeneral Timjan och nådiga Rosa. I klostret Redwall tas musflickan väl om hand och återfår sitt minne. När hon minns Gabool och hur han behandlat henne och hennes far bestämmer hon sig för att återvända till Terramort och störta honom, och hon får sällskap av tre djur från Redwall: musen Dandin, igelkotten Durry Tagg och haren Tarquin Skogssyra. När de slutligen når havet stöter de på grävlingsfursten Korpsvärd Vidstrimma som även han är ute efter Gabool, och med en stulen piratbåt ger de sig av mot Terramort.
Under tiden har Gabool den vilde blivit galen av den stora klockan eftersom den klämtar och hånar honom, till synes av sig själv. Han kastar ut Josef, klockmakaren, från fönstret i sin tronsal som straff för att ha tillverkat klockan. Gabools ökande vansinne har lett till att han förlorat tilliten till de piratbesättningar som brukar lägga ankar vid hans ö, och Gabool kastar ner flera kaptener att dö för klorna av sin inspärrade skorpion. Piratkaptenen Grålapp flyr med sin besättning från Gabool och hamnar i Mossblommeskogen, där han upptäcker Redwall och försöker ta över det praktfulla klostret. De annars så fredliga klosterdjuren försvarar sitt hem med hjälp av de tre hararna från Långa Patrullen. Salvia, Timjan och Rosa riskerar sina liv för att befria Grålapps galärslavar, och Salvia och Timjan störtas i striden. Till slut lyckas klosterdjuren besegra den onda piratbesättningen.
Mariel, Dandin, Durry, Tarquin och Korpsvärd når fram till Terramort och upptäcker att Mariels far, Josef klockmakaren, fortfarande är vid liv och har sammanfört de förslavade djuren på ön Terramort med piratbesättningarnas galärslavar, och de har bildat gruppen Tefri, Terramorts Frihetskämpar. Tillsammans stormar de Gabools fort och jagar honom ner till fängelsehålorna. Både Josef, Mariel och Korpsvärd är fast beslutna att få sin hämnd på Gabool, men den som slutligen tar hans liv är hans egen hämndlystna skorpion. Krigarna i Tefri vinner slaget och återvänder till det fria klostret Redwall. Klockan som var skapad åt grävlingsfurstarnas rike Salamandastron forslas istället till Redwall, där den döps till Josefklockan.